# De geheime zondagavondshow
De geheime zondagavondshow was een radioprogramma van Q-music Nederland dat vanaf september 2010 af en toe werd uitgezonden op zondagavond tussen 8 en 10 uur. Vanaf 13 februari 2011 werd dat wekelijks. De laatste uitzending was op 11 april 2011 toen Q-music de nacht- en weekendprogrammering wijzigde.
De show werd oorspronkelijk gepresenteerd door Menno Barreveld, Martijn Zuurveen en Sophie Keyzer, later ook door verschillende andere Q-music-dj's.

## Programma-items
- Wie kent het Weekend: Een variant op de DagQuiz van Menno Barreveld. De quiz gaat over het afgelopen weekend, als de luisteraar één vraag goed heeft krijgt deze één prijs, bij twee vragen goed twee prijzen, en bij alle vragen goed het totale prijzenpakket.
- De laatste plaat: De allerlaatste plaat van het programma is een oude plaat, die een van de dj's heeft uitgekozen omdat deze er goede herinneringen aan heeft.